# Wilhelm Thörner
Wilhelm Thörner (* 16. Mai 1850 in Osnabrück; † 9. September 1920 ebenda) war ein deutscher Chemiker.

## Leben
Nach dem Schulabschluss vom Ratsgymnasium Osnabrück machte Thörner zunächst eine kaufmännische Ausbildung. 1870 nahm er als Dragoner am Deutsch-Französischen Krieg teil und studierte ab 1871 in Bonn, Heidelberg und Göttingen Naturwissenschaften mit dem Schwerpunkt Chemie. Akademische Lehrer waren August Kekulé (1829–1896) und Theodor Zincke (1843–1928). Nach der Promotion in Göttingen war er von 1877 bis 1879 als Vorlesungsassistent in Marburg tätig. Thörner gründete 1880 in Osnabrück ein Untersuchungsamt für Nahrungsmittel und chemisch-technische Erzeugnisse.

## Wissenschaftliche Arbeiten
Thörner verfasste eine Dissertation zum Thema „Über einige Derivate des Para-Tolylphenylketons“. Gemeinsam mit Zincke publizierte er Untersuchungen über Pinakone und Pinakoline. 1878 beschrieb Thörner erstmals den Pilzinhaltsstoff Atromentin. Seine weiteren wissenschaftlichen Arbeiten bezogen sich auf Themen Brunnenhygiene, Milchhygiene, Hüttenchemie und Radioaktivitätsmessungen. Er verbesserte die Konstruktion physikalischer Laborgeräte. Die Fertigung des ersten Vergleichsmikroskops (1913) geht auf eine Konstruktion von Thörner zurück. Die Maßeinheit für den Säuregrad der Milch ist nach Thörner benannt (Grad Thörner, °Th).